# James Lincoln Collier
James Lincoln Collier (27 de junio de 1928) es un periodista, escritor y músico profesional. 

## Biografía
James nació hijo de Bobby Collier y Katherine Brown. Perteneciente a una familia de escritores y profesores, incluyendo su padre y varios tíos. Se graduó del Hamilton College en 1950. Periodista con 30 años de experiencia, Collier trabajó con su hermano, Christopher Collier en obras de ficción histórica diseñaas para ser divertidas y educativas para niños. Christopher era profesor de historia y le daba los hechos históricos a James para que escribiera las historias.
Entre las obras notables de James se encuentran My Brother Sam is Dead (Mi hermano Sam está muerto), ganador de la Medalla Newberry y nombrada libro notable por la American Library Association en 1975. Escribió otros libros infantiles como The Teddy Bear Habit (El hábito del oso de felpa) sobre un niño inseguro cuyo maestro beatnik de guitarra resulta ser malvado. 
Entre sus obras para adultos se incluyen numerosos libros sobre jazz, incluyendo controversiales biografías de Louis Armstrong, Benny Goodman y Duke Ellington. También ha escrito entradas relativas a jazz para el Grove Dictionary of Music and Musicians y es un intérprete profesional de trombón.